# Cimiroti
Cimiroti (szerbül: Цимироти), falu Gradiška községben, Bosznia-Hercegovinában, Bosanska krajina területén, a Szerb Köztársaságban. 

## Fekvése
Bosznia-Hercegovina északi részén, Banja Lukától légvonalban 32, közúton 45 km-re északra, községközpontjától légvonalban 10, közúton 16 km-re délnyugatra, a Kozara-hegységtől keletre, 110-180 méteres magasságban, a Lubina-folyó jobb partján elterülő dombvidéken fekszik. Több, kis településből áll.

## Népessége
| Nemzetiségi csoport | Népesség 1991 | Népesség 2013 |
| ------------------- | ------------- | ------------- |
| Szerb               | 325           | 207           |
| Bosnyák             | 0             | 0             |
| Horvát              | 0             | 0             |
| Jugoszláv           | 3             | 0             |
| Egyéb               | 3             | 0             |
| Összesen            | 331           | 207           |

## Története
A Glavica nevű magaslaton talált leletek tanúsága szerint ez a terület már az őskorban is lakott volt. A Lubina partján a kora középkorban vár épült, melyet természetes akadályok védtek.
A település területe 1878-ig tartozott az Oszmán Birodalomhoz, ekkor a berlini kongresszus határozata alapján az Osztrák-Magyar Monarchia része lett. 1879-ben az első osztrák-magyar népszámlálás során a Berbir községhez tartozó, akkor még Kijevci Dolnjinak hívott településnek 48 háztartása és 255 ortodox szerb lakosa volt. 1910-ben a Bosanska Gradiškai járáshoz tartozó községnek 99 háztartást, 525 ortodox szerb, 4 muszlim, 2 római katolikus és 3 görög katolikus lakost találtak.
A monarchia szétesésével 1918-ban előbb a Szerb-Horvát-Szlovén Királyság, majd 1929-től a Jugoszláv Királyság része. 1921-ben a falunak 102 háztartása és 528 lakosa volt. Jugoszlávia megszállása után a település a Független Horvát Állam (NDH) része, majd 1945-től a szocialista Jugoszlávia része lett. A boszniai háború idején a település a Boszniai Szerb Köztársaság része volt. A daytoni békeszerződést követő területfelosztásnál a település Bosanska Gradiška község részeként a Szerb Köztársaság területéhez került.

## Nevezetességei
- Szent Cirill és Metód tiszteletére szentelt pravoszláv temploma a falu temetőjében áll.

- Glavica – őskori erődítmény maradványai a Glavica nevű kiemelkedő magaslat száz méteres átmérőjű platóján. A lelőhely feltárását 1978-ban és 1979-ben M. Đurđević végezte. A régészeti ásatás mintegy 200 m2-es területen zajlott. Ennek eredményeként egy, viszonylag nagyméretű erődített település nyomaira bukkantak. A kultúrréteg vastagsága mintegy két méter volt, melyben két korszak volt megkülönböztethető. A felső, 50 cm vastag réteg a kora vaskorhoz, míg az alatta levő másfél méter a késő bronzkorhoz volt köthető.[4]

- Varošanka – kora középkori vár maradványai. A lelőhely a Lubina-folyó jobb partján fekszik, három oldalról a Berek-patak határolja. A tell nagysága 30x20 méter. A régészeti leletek főként kora középkori kerámiák töredékeiből állnak.[4]